# Hit Hit Hit Hourra
Hit Hit Hit Hourra était un jeu télévisé musical diffusé chaque jour à 11 h 50 et 17 heures et le mercredi après-midi pour la finale sur M6. Il fut créé au lancement de la chaîne en mars 1987 et s'arrêta en août 1989, puis il fut de retour en janvier 1991 et disparut définitivement le 26 août 1992. Cette émission fut animée successivement par Pascal Lainé, Yves Carat, Valérie Pascale (ex Miss France 1986), Olivia Adriaco, et Vanille.

## Principe de l'émission
Ce jeu musical proposait chaque semaine une sélection de douze clips que les téléspectateurs devaient classer selon leur ordre de préférence. Après les votes de ceux-ci sur le minitel 3615 M6, un « ordinateur » établissait un classement idéal. Lors de la finale du mercredi, le public pouvait téléphoner pour tenter de retrouver les clips occupés par chacune des places, de la dixième à la première. De nombreux lots étaient à gagner, du simple autocollant au lecteur de CD portable. 
Le 26 août 1992, Olivia Adriaco animait la dernière de Hit Hit Hit Hourra. L'émission n'a pas été rediffusée par la suite, ni même réadaptée.